# Gagrella infuscata
Gagrella infuscata is een hooiwagen uit de familie Sclerosomatidae.